# Samsung Galaxy A9 (2018)
Il Samsung Galaxy A9 (2018) (anche noto come Galaxy A9 Star Pro o Galaxy A9s) è uno smartphone Android di fascia media/medio-alta prodotto da Samsung Electronics nell'ambito della serie Samsung Galaxy A. È stato annunciato l'11 ottobre 2018 all'evento A Galaxy in Malesia, come successore del Samsung Galaxy A9 (2016). Il Galaxy A9 (2018) è stato il primo smartphone con 4 fotocamere sul retro.

## Caratteristiche generali

### Hardware
L'A9 (2018) è dotato di un display FHD+ S-AMOLED da 6.3 pollici con aspect ratio 18,5:9. Il display presenta bordi curvi, simili a quelli del Galaxy S9. Sia lo schermo che il retro del dispositivo sono protetti da un vetro Corning Gorilla Glass 5, mentre il frame laterale è in alluminio.
La configurazione quadrupla della fotocamera posteriore presenta un sensore primario da 24 megapixel con apertura f/1.7, un sensore ultra-ampio da 8 megapixel con f/2.4 con un angolo di visione di 120 gradi, un teleobiettivo da 10 megapixel con f/2.4 con zoom ottico 2x e un sensore di profondità da 5 megapixel, per effetti come il Bokeh. La fotocamera frontale ha invece un sensore da 24 megapixel, completo di flash dedicato.
Lo smartphone è dotato di un SoC Qualcomm Snapdragon 660 composto da 4 Kryo 260 a 2,2 GHz e 4 Kryo 260 da 1,84 GHz efficienti supportati da una GPU Adreno 512 e da 6 o 8 GB di RAM a 1866 MHz e 64 o 128 GB di memoria interna, espandibile tramite scheda microSD.

### Software
Il sistema operativo con il quale è stato immesso sul mercato il dispositivo è Android 8.0 Oreo con interfaccia Samsung Experience 9.0. Samsung ha poi pubblicato l'aggiornamento ad Android 9 Pie con interfaccia One UI 1.0, e successivamente Android 10 con One UI 2.0.

## Commercializzazione
Il dispositivo è stato immesso sul mercato a fine 2018.